# Easy (série télévisée)
Easy est une série télévisée comico-dramatique américaine sous forme d'anthologie, écrite, réalisée, montée et produite par Joe Swanberg. Elle se compose de vingt-cinq épisodes de 30 minutes chacun. Elle se déroule à Chicago.
La première saison est disponible sur Netflix le 22 septembre 2016.
En avril 2017, Swanberg révèle que la série a été renouvelée pour une deuxième saison, qui est disponible le 1er décembre 2017.

## Synopsis
Série d'anthologie, Easy suit une poignée d'habitants de Chicago de tous horizons pris dans les méandres de l'amour, du sexe, de la technologie et de la culture.

## Distribution
- Jane Adams (VF : Marie-Laure Dougnac) : Annabelle Jones
- Aya Cash (VF : Jessie Lambotte) : Sherri
- Michael Chernus (VF : Jérôme Rebbot) : Kyle
- Kiersey Clemons (VF : Fily Keita) : Chase
- Dave Franco (VF : Pascal Nowak) : Jeff
- Evan Jonigkeit (VF : Anatole de Bodinat) : Matt
- Marc Maron (VF : Arnaud Arbessier) : Jacob Malco
- Kate Micucci (VF : Nathalie Spitzer puis Audrey Sablé) : Annie
- Elizabeth Reaser (VF : Hélène Bizot) : Andi
- Megan Ferguson (VF : Julia Boutteville) : Samantha
- Jaz Sinclair (VF : Alice Taurand) : Amber
- Marz Timms : Van Howard
- Jacqueline Toboni : Jo

### Saison 1
- Suzanne Adent : Penny
- Malin Åkerman (VF : Sybille Tureau) : Lucy
- Andrew Bachelor (VF : Eilias Changuel) : Andrew
- Zazie Beetz (VF : Laëtitia Godès) : Noelle
- Orlando Bloom (VF : Denis Laustriat) : Tom
- Hannibal Buress : Jason
- Raúl Castillo (VF : Eilias Changuel) : Bernie
- Aislinn Derbez : Gabi
- Noah Hopkins (VF : Yves Letzelter) : Russ
- Jake Johnson (VF : Thibaut Belfodil) : Andrew
- Gugu Mbatha-Raw (VF : Jessica Monceau) : Sophie
- Mauricio Ochmann : Martin
- Emily Ratajkowski (VF : Christine Braconnier) : Allison Lizowska
- Rebecca Spence (VF : Léa Gabriele) : Cheryl
- Lucas Von Kampen : Allan

### Saison 2
- Aubrey Plaza (VF : Aurélie Fournier) : Lindsay
- Kate Berlant : Lauren
- Joe Lo Truglio (VF : Olivier Chauvel) : Mike
- Michaela Watkins (VF : Laurence Charpentier) : Karen Treska
- Lindsay Burdge (VF : Marie Tirmont) : Amy
- Judy Greer : Gretchen
- Danielle Macdonald (VF : Vanessa Van-Geneugden) : Grace
- Parker Sawyers (VF : Eilias Changuel) : Jason
- Danny Masterson : le petit ami d'Annie
- Kate Lyn Sheil (VF : Adeline Germaneau) : la colocataire d'Annie
- Craig Butta (VF : Mario Bastelica) : Frank Bruno
- Jennifer Kim (VF : Nathalie Spitzer) : Annie

### Saison 3
- Lydia House : Lydia
- Sophia Bush (VF : Barbara Delsol) : Alexandria
- John Gallagher Jr. : Lucas
- Melanie Lynskey (VF : Karl-Line Heller) : Beth
- Kali Skrap : Skrap
- Kris Swanberg : Kris
- Nicky Excitement : Hugh
- Cliff Chamberlain (VF : Philippe Valmont) : Ryan

 Source et légende : version française (VF) sur RS Doublage

## Production
En mars 2016, il est annoncé que Netflix a commandé une saison de huit épisodes, avec Joe Swanberg à l'écriture et à la réalisation, et avec Michael Chernus, Marc Maron, Elizabeth Reaser, Gugu Mbatha-Raw, Jake Johnson, Aya Cash, Dave Franco, Jane Adams, Hannibal Buress, Kiersey Clemons, Orlando Bloom, et Malin Åkerman en tant qu'acteurs principaux.

## Épisodes

### Saison 1 (2016)
| Épisode                                                                    | Titre                                        | Réalisation  | Scénario     | Première diffusion |
| -------------------------------------------------------------------------- | -------------------------------------------- | ------------ | ------------ | ------------------ |
| 1                                                                          | Mariés, deux enfants The Fucking Study       | Joe Swanberg | Joe Swanberg | 22 septembre 2016  |
| avec Michael Chernus et Elizabeth Reaser                                   |                                              |              |              |                    |
| 2                                                                          | Cendrillon est végétalienne Vegan Cinderella | Joe Swanberg | Joe Swanberg | 22 septembre 2016  |
| avec Kiersey Clemons, Jacqueline Toboni et Jaz Sinclair                    |                                              |              |              |                    |
| 3                                                                          | Une affaire de famille Brewery Brothers      | Joe Swanberg | Joe Swanberg | 22 septembre 2016  |
| avec Dave Franco, Zazie Beetz, Aya Cash et Evan Jonigkeit                  |                                              |              |              |                    |
| 4                                                                          | Canapé-lit Controlada                        | Joe Swanberg | Joe Swanberg | 22 septembre 2016  |
| avec Aislinn Derbez, Raúl Castillo et Mauricio Ochmann                     |                                              |              |              |                    |
| 5                                                                          | Une histoire de vie Art and Life             | Joe Swanberg | Joe Swanberg | 22 septembre 2016  |
| avec Marc Maron et Emily Ratajkowski                                       |                                              |              |              |                    |
| 6                                                                          | Utopia                                       | Joe Swanberg | Joe Swanberg | 22 septembre 2016  |
| avec Orlando Bloom, Malin Åkerman, et Kate Micucci                         |                                              |              |              |                    |
| 7                                                                          | Solitude Chemistry Read                      | Joe Swanberg | Joe Swanberg | 22 septembre 2016  |
| avec Gugu Mbatha-Raw, Jane Adams, Michael Chernus, et Jake Johnson         |                                              |              |              |                    |
| 8                                                                          | Projets d'avenir Hop Dreams                  | Joe Swanberg | Joe Swanberg | 22 septembre 2016  |
| avec Hannibal Buress, Dave Franco, Zazie Beetz, Aya Cash et Evan Jonigkeit |                                              |              |              |                    |

### Saison 2 (2017)
| Épisode                                                            | Titre                               | Réalisation  | Scénario     | Première diffusion |
| ------------------------------------------------------------------ | ----------------------------------- | ------------ | ------------ | ------------------ |
| 1                                                                  | Le voleur de colis Package Thief    | Joe Swanberg | Joe Swanberg | 1er décembre 2017  |
|                                                                    |                                     |              |              |                    |
| 2                                                                  | Un trip libertin Open Marriage      | Joe Swanberg | Joe Swanberg | 1er décembre 2017  |
|                                                                    |                                     |              |              |                    |
| 3                                                                  | Petits boulots Side Hustle          | Joe Swanberg | Joe Swanberg | 1er décembre 2017  |
|                                                                    |                                     |              |              |                    |
| 4                                                                  | Spent Graint Spent Grain            | Joe Swanberg | Joe Swanberg | 1er décembre 2017  |
|                                                                    |                                     |              |              |                    |
| 5                                                                  | Conjugalité Conjugality             | Joe Swanberg | Joe Swanberg | 1er décembre 2017  |
|                                                                    |                                     |              |              |                    |
| 6                                                                  | La fille prodigue Prodigal Daughter | Joe Swanberg | Joe Swanberg | 1er décembre 2017  |
|                                                                    |                                     |              |              |                    |
| 7                                                                  | Lady Cha Cha                        | Joe Swanberg | Joe Swanberg | 1er décembre 2017  |
| avec Gugu Mbatha-Raw, Jane Adams, Michael Chernus, et Jake Johnson |                                     |              |              |                    |
| 8                                                                  | À petits pas Baby Steps             | Joe Swanberg | Joe Swanberg | 1er décembre 2017  |
|                                                                    |                                     |              |              |                    |

## Réception critique
| Saison | Saison | Critique            | Critique              |
| Saison | Saison | Rotten Tomatoes     | Metacritic            |
| ------ | ------ | ------------------- | --------------------- |
|        | 1      | 94 % (18 critiques) | 72/100 (10 critiques) |
|        | 2      | 100 % (6 critiques) | [ 11 ]                |